# Розов, Николай Петрович
Николай Петрович Розов (1842—1892) — регент Ярославского архиерейского хора.

## Биография
Родился в 1842 году в с. Гематово, Любимского уезда Ярославской губернии. С раннего возраста обнаружил музыкальные способности и, обладая хорошим голосом, ещё мальчиком был зачислен в архиерейский хор. Там его заметил ярославский архиепископ Нил, любивший музыку и пение. Это решило участь мальчика — в 15 лет, по желанию архиепископа, он был отправлен в Санкт-Петербург и определён в придворную певческую капеллу, где окончил курс с отличием и выучился играть на скрипке и на рояле.
Когда Розов вернулся в Ярославль, ему было предложено место регента архиерейского хора, который он довёл до высокой степени совершенства. Однако Розов не ограничился одной церковной музыкой. Он всячески старался об образовании разных музыкальных собраний. Вскоре после его приезда в Ярославль там составился музыкальный кружок любителей, где игрались квартеты и давались концерты. Последние были как духовного, так и светского содержания, в них принимал участие также и архиерейский хор. Всеми этими собраниями руководил и дирижировал сам их организатор.
Розов был хорошим преподавателем и давал уроки пения в разных учебных заведениях. В день 25-летия регентства городской голова Ярославля от имени всего города поднёс Розову наперсный крест при адресе. По инициативе Розова каждый год в июле и августе в Ярославле устраивались курсы церковного пения для учителей и учительниц церковно-приходских школ. Заведование и руководство этими курсами всегда поручалось инициатору. Результаты этих курсов считались так прекрасны, что отчёты о них, как о наиболее выдающихся, помещались в «Церковных ведомостях».
Скончался 7 (19) сентября 1892 года.